# Teles Pires
De Teles Pires (of São Manoel) is een bronrivier van de Tapajós in Brazilië die door de staat Mato Grosso loopt en de grens met Pará vormt. Gewoonlijk wordt Primavere do Leste als de bron gezien, hoewel andere bronnen ook in aanmerking genomen worden. De rivier vloeit te Barra de São Manoel samen met de Juruena die de andere bronrivier van de Tapajós is. De rivier stroomt door de biomen van de Cerrado en het regenwoud van de Amazone.
Over vrijwel zijn gehele lengte stroomt de rivier door een gebied met intensieve landbouw. In dat gebied vindt de hoogste graanproductie van Brazilië plaats. Studies tonen aan dat de belangrijkste door de mens veroorzaakte veranderingen die zich in de laatste 30 jaar voorgedaan hebben, verband houden met de groei van de landbouwgebieden..
Tijdens het droge seizoen zijn de wateren van de rivier kristalhelder en van zeldzame schoonheid, maar tijdens de regentijd (oktober tot mei) staat de rivier hoog en is het water troebel. Een aantal belangrijke rechterzijrivieren zijn de Caiapó, Tabatinga, Parado, Peixoto de Azevedo en Cururu-Açú. Aan de linkeroever is dat de Rio Verde, Paranaíba, Apiacás en Santa Rosa.
Er zijn plannen voor niet minder dan 5 stuwdammen voor waterkrachtcentrales in de rivier: São Manoel (700 MW), Teles Pires (1820 MW), Colíder (300MW), Sinop (401 MW) en Magessi (53MW) en nog een zesde Foz do Apiacás (275 MW) in de belangrijkste zijrivier, de Apiacás. Een en ander zal de visstand in de rivier sterk beïnvloeden en ook het leven van de inheemse Munduruku-stam die in het gebied woont.